# Mont Blanc de Cheilon
Mont Blanc de Cheilon – szczyt w Alpach Pennińskich, w masywie Ruinette. Leży w południowej Szwajcarii w kantonie Valais, blisko granicy z Włochami. Sąsiaduje z La Ruinette. Szczyt można zdobyć ze schronisk Cabane des Dix (2928 m) lub Cabane des Vignettes (3158 m). Szczyt przykrywają lodowce Glacier de Cheilon na północy, Glacier de Giétroz na zachodzie, Glacier du Brenay na południu oraz Glacier de Tsijiore Nouve na wschodzie.
Pierwszego wejścia dokonali Jakob Johann Weilenmann i J. Felley 11 września 1865 r.